# シー・ノー・イーヴル 肉鉤のいけにえ
『シー・ノー・イーヴル 肉鉤のいけにえ』(SEE NO EVIL)は2006年のアメリカのホラー映画。プロレスラーであるケインが映画初出演にして、主演した。アメリカのプロレスラー団体WWEが映画のプロデュースに進出したWWE Filmsの第1回作品。

## あらすじ
減刑のための労働奉仕として建物の修繕を行うために、8人の若者とその監督役である監察官2名が古いホテルを訪れた。だが、そこはそのホテルの主人以外にも、殺人鬼・ジェイコブが潜んでいた。

## スタッフ
- 監督：グレゴリー・ダーク
- 脚本：ダン・マディガン
- 監督：ジョエル・シモン
- 音楽:タイラー・ベイツ

## キャスト
| 役名           | 俳優                     | 日本語吹替 |
| -------------- | ------------------------ | ---------- |
| ジェイコブ     | ケイン                   | 天田益男   |
| クリスティーン | クリスティナ・ヴィダル   | 根本圭子   |
| タイ           | マイケル・J・ペイガン    | 増川洋一   |
| キーラ         | サマンサ・ノーブル       | 寺田はるひ |
| ウィリアムズ   | スティーヴン・ヴィドラー |            |
| マイケル       | ルーク・ペグラー         |            |
| ゾーイ         | レイチェル・テイラー     |            |
| リッチー       | クレイグ・ホーナー       | 日野聡     |
| メリッサ       | ペニー・マクナミー       |            |
| ラッセル       | マイケル・ウィルダー     |            |